# Epidryos guayanensis
Epidryos guayanensis är en gräsväxtart som beskrevs av Bassett Maguire. Epidryos guayanensis ingår i släktet Epidryos och familjen Rapateaceae. Inga underarter finns listade i Catalogue of Life.